# زيغريس
زيغريس (بالإغريقية: Ζυγρίς) كانت مدينة صغيرة في مقاطعة مارماريكا الرومانية، وهي المقاطعة التي تُعرف أيضاً باسم ليبيا السفلية. وكانت تقع في الجزء الشرقي من هذه المنطقة، والتي اعتبرها بعض الجغرافيين منطقة منفصلة تسمى ليبيكوس نوموس، وهي متفردة عن كلا من مارماريكا وإيجيبتوس. من المحتمل أنها كانت موجودة في زاوية شماس أو مرسى باجوش بمطروح في مصر الحالية. منحتها موسوعة ديدرو اسم سولونيت كاسم حديث لها.
ويصفها بطليموس بأنها قرية فقط.
يذكر ستاديموس ماريس ماغني وهو دليل قديم للإبحار، أنه كانت هناك جزيرة صغيرة قبالة زيغريس حيث كان من الرسو عليها والعثور على الماء عند الشاطئ.

## كأسقفية

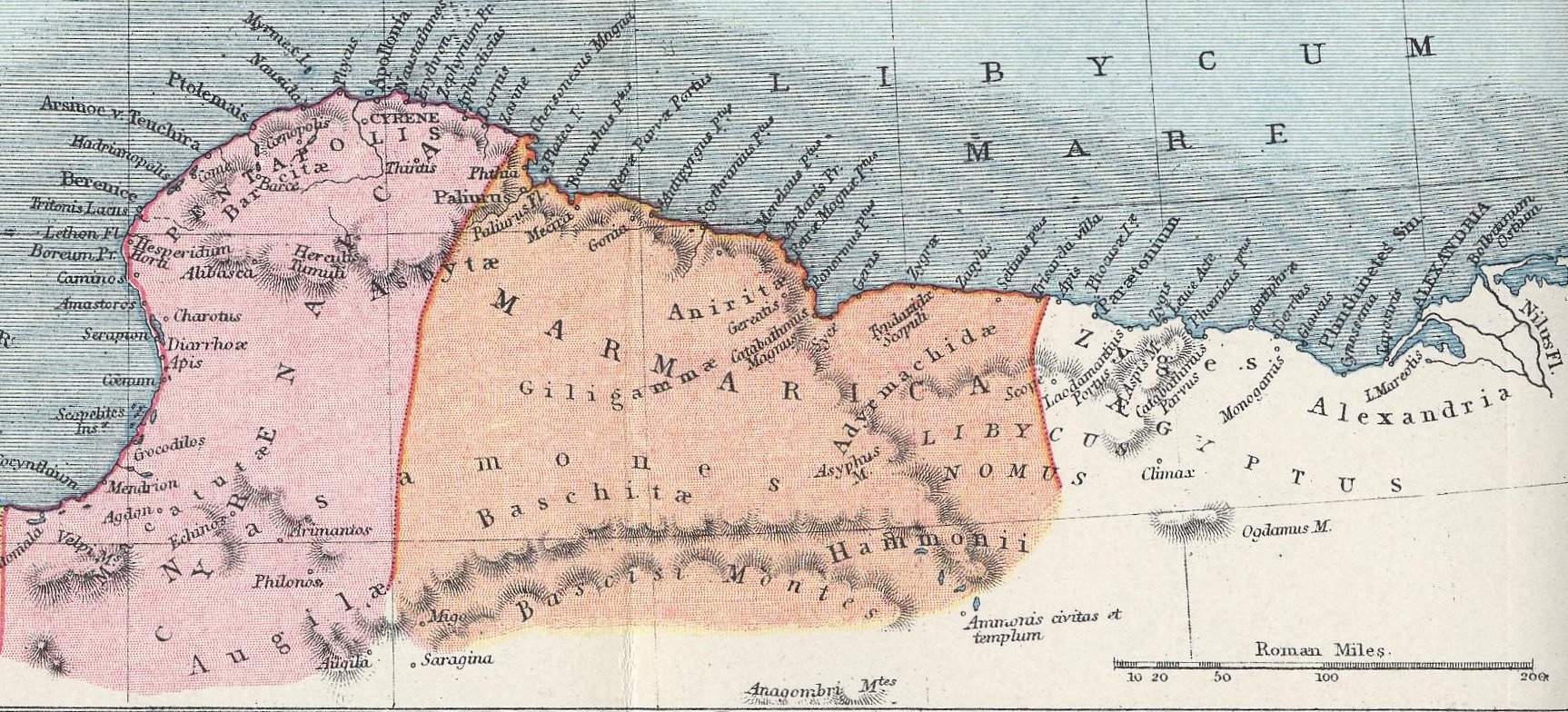
خريطة صموئيل بتلر في 1907 لـ
برقة و
مارماريكا خلال العصر الروماني تظهر زيغريس.

على الرغم من أن زيغريس لم تكن سوى قرية، فقد كان لها أسقفها الخاص منذ وقت مبكر.
كانت الأسقفية تعمل كأسقفية مساعدة تتبع كرسي مطرانية درنيس، عاصمة المقاطعة الرومانية. ومع ذلك، فإن السلطة خارج الإقليم التي مارسها أسقف الإسكندرية لم تكن فقط على مصر ولكن أيضاً على ليبيا (كما اعتُرف بها في مجمع نيقية الأول) مما يعني أن زيغريس كانت أيضاً خاضعة بشكل مباشر لكرسي الإسكندرية.
حضر ماركوس، أسقف زيغريس، المجمع الذي دعا إليه أثناسيوس الإسكندري في 362 إبان عهد يوليانوس المرتد. شارك لوسيوس، الأسقف التالي، في مجمع أفسس الثاني في 349، وقُرأ سجل لها في مجمع خلقيدونية في 451.
لم تعد زيغريس أسقفية قائمة، ومع ذلك أدرجتها الكنيسة الكاثوليكية حالياً باعتبارها كرسياً لقبياً.